# Hélène Boudreau
Hélène Boudreau, née le 23 février 1992 à Montréal, est une travailleuse du sexe, tatoueuse et artiste québécoise.
Elle se fait connaître du grand public québécois lors de la publication, sur ses réseaux sociaux, de la photo de sa remise des diplômes à l'UQAM où elle dévoile le dessous de ses seins en soulevant sa toge. Cette photo lui vaut des poursuites judiciaires de la part de l’université, qui l'accuse d'avoir diffamé l’institution en se prenant ainsi en photo. Finalement, en 2021, une entente à l'amiable est conclue entre l’université et Boudreau,.
Elle fait sa carrière d'actrice pornographique sur OnlyFans.
En 2024, elle poursuit en justice Rhéal Dallaire, un promoteur proche du crime organisé, qui lui aurait suggéré des achats immobiliers et proposé d'être son prête-nom pour faire face à la difficulté à obtenir un prêt du fait de ses activités. Après qu'elle lui ait versé 1,45 million de dollars, celui-ci lui demanderait encore 3 millions de dollars, tandis que le promoteur nie ces faits,.